# Dolce (D.C. 〜ダ・カーポ〜のアルバム)
『dolce』（ドルチェ）は、テレビアニメ『D.C. 〜ダ・カーポ〜』の楽曲が収録されているアルバム。2003年12月26日にLantisから発売された。

## 概要
参加歌手は、yozuca*、rino。CDジャケットには、白河ことりが描かれている。テレビアニメ『D.C. 〜ダ・カーポ〜』の挿入歌と主題歌が収録されている。

## 収録曲
1. Chime to you [2:48]
歌：yozuca*
作詞・作曲：CooRie、編曲：大久保薫
  - 挿入歌
2. 雨のち晴れ [3:41]
歌：rino
作詞：CooRie、作曲・編曲：七瀬光
  - 挿入歌
3. 木漏れ日のウインク [3:43]
歌：rino
作詞：CooRie、作曲・編曲：七瀬光
  - 挿入歌
4. 宝物 [3:11]
歌：yozuca*
作詞・作曲：CooRie、編曲：大久保薫
5. 特別な予感 [3:34]
歌：rino
作詞：CoooRie、作曲・編曲：七瀬光
  - 挿入歌
6. 夢色のため息 [3:32]
歌：rino
作詞：CooRie、作曲・編曲：七瀬光
7. ほんとのきもち [3:43]
歌：yozuca*
作詞：CooRie、作曲・編曲：長田直之
  - 挿入歌
8. 存在 [4:39]
歌：CooRie
作詞：CooRie、作曲・編曲：長田直之
  - エンディングテーマ
9. ダ・カーポ 〜第2ボタンの誓い〜 ツインヴォーカルバージョン [4:36]
歌：yozuca*&rino
作詞・作曲：tororo、編曲：Angel Note
「ダ・カーポ 〜第2ボタンの誓い〜」のツーンヴォーカルバージョン。yozurino*がヴォーカルを担当。
10. サクラサクミライコイユメ アコースティックバージョン [6:19]
歌：yozuca*
作詞・作曲：tororo、編曲：DJジューシー・上松範康